# Давитиани
Давитиани (груз. დავითიანი) — село в Грузии. Во времена Российской империи называлось Графовка. Находится в Лагодехском муниципалитете края Кахетия. Подчиняется Цоднискарскому сакребуло. Расположено в Алазанской долине, на высоте 280 метров над уровнем моря. Расстояние до Лагодехи — 8 километров.
Село было основано сосланными в Грузию молоканами. После распада СССР и частичной эмиграции молокан их численность уменьшилась; но они по-прежнему составляют основную часть населения села.
В селе имеется средняя школа. В январе 2011 года школьники провели митинг с просьбой к президенту Грузии о ремонте сельской школы, которая находится в плохом состоянии.
По результатам переписи 2014 года в селе проживало 291 человек. Из них 56,7 % русские, 33,0 % — грузины.